# Бунешть-Аверешть
Бунешть-Аверешть, Бунешті-Аверешті (рум. Bunești-Averești) — комуна у повіті Васлуй в Румунії. До складу комуни входять такі села (дані про населення за 2002 рік):
- Аверешть (324 особи) — адміністративний центр комуни
- Армешень (221 особа)
- Бунешть (1359 осіб)
- Плопі (356 осіб)
- Поду-Опрій (314 осіб)
- Рошіорі (240 осіб)
- Тебелеєшть (247 осіб)

Комуна розташована на відстані 300 км на північний схід від Бухареста, 26 км на північний схід від Васлуя, 51 км на південний схід від Ясс.

## Населення
За даними перепису населення 2002 року у комуні проживала 3061 особа.
Національний склад населення комуни:
| Національність | Кількість осіб | Відсоток |
| -------------- | -------------- | -------- |
| румуни         | 3060           | > 99,9%  |
| угорці         | 1              | < 0,1%   |

Рідною мовою назвали:
| Мова      | Кількість осіб | Відсоток |
| --------- | -------------- | -------- |
| румунська | 3060           | > 99,9%  |
| угорська  | 1              | < 0,1%   |

Склад населення комуни за віросповіданням:
| Релігія       | Кількість осіб | Відсоток |
| ------------- | -------------- | -------- |
| православні   | 3045           | 99,5%    |
| адвентисти    | 8              | 0,3%     |
| п'ятдесятники | 5              | 0,2%     |
| римо-католики | 1              | < 0,1%   |
| атеїсти       | 1              | < 0,1%   |

## Зовнішні посилання
- Дані про комуну Бунешть-Аверешть на сайті Ghidul Primăriilor [Архівовано 16 січня 2013 у Wayback Machine.]